# Tiphaine Samoyault
Tiphaine Samoyault (Boulogne-Billancourt, junio de 1968) es una crítica literaria frencesa, además de novelista. Es especialista en literatura comparada.

## Trayectoria
Tras sus estudios literarios, ingresó en la Escuela Normal Superior y obtuvo el título correspondiente. A finales de 1994, Tiphaine Samoyault estuvo en Sarajevo en el marco de un programa organizado por la universidad París-Saint-Denis.
Leyó su tesis de doctorado, en 1996, sobre los que llamó ‘Romans-Mondes’, que son formas de totalización novelesca en el siglo XX. Fue luego pensionista de la Villa Médicis (2000-2001), en Roma.
Después, en 2003, Samoyault hizo su tesis de habilitación sobre la actualidad de la teoría de la ficción, la comparación en el ámbito de las letras y la traducción. 
Es hoy una destacada especialista de literatura comparada, disciplina que fue dirigida por ella hasta 2012 en el departamento correspondiente de la Universidad Paris VIII.
Pero Tiphaine Samoyault es también novelista: La  cour des adieux, Météorologie du rêve y Les indulgences, entre otras. Y además es traductora, entre otros libros, de la nueva edición del Ulises de James Joyce, y ha hecho ediciones de Lewis Carroll, entre otros autores clásicos.
Consejera editorial en la parisina Le Seuil, Samoyault colabora en los programas de France Culture y, como crítica, en La Quinzaine littéraire.
Su enorme biografía Roland Barthes, aparecida en 2015, ha merecido ya los mayores elogios en el año en el que se celebra el centenario del nacimiento del gran escritor; ella no lo conoció, dada su fecha de nacimiento, por lo que si interpretación es también en este punto novedosa, con respecto a otras interpretaciones.

## Obra
- Excès du roman,  París, Maurice Nadeau, 1999, ensayo
- La  cour des adieux, París, Maurice Nadeau, 1999, novela
- Météorologie du rêve, Seuil, 2000, novela
- L'intertextualité, mémoire de la littérature, Nathan, 2001 (A. Colin, 2005), ensayo.
- Les indulgences, Seuil, 2002, novela.
- La montre cassée, Lagrasse, Verdier, 2004, ensayo
- Dirección del libro colectivo, Où est la littérature mondiale?, Saint-Denis, Presses Universitaires de Vincennes, 2005.
- Roland Barthes, Seuil, 2015, ensayo